# يلينا فيتسيخوفسكايا
يلينا سيرجيفنا فيتسيخوفسكايا (الروسية: Елена Сергеевна Вайцеховская ؛ ولدت في 1 مارس 1958)  هي لاعبة غطس سوفيتية أولمبية. شاركت في دورة الألعاب الأولمبية عام 1976 في مونتريال حيث حصلت على الميدالية الذهبية من منصة بطول 10 أمتار. فازت بالميداليتين البرونزية والفضية لمسافة 10 أمتار غطس في بطولة أوروبا عامي 1974 و 1977 على التوالي.
منذ عام 1991 ، عملت كصحفية رياضية في Sport-Express ، وتعتبر واحدة من أفضل الصحفيين الرياضيين في روسيا.